# دانشگاه کلایپدا
دانشگاه کلایپدا (لیتوانیایی: Klaipėdos universitetas یا KU) دانشگاهی در شهر بندری لیتوانی کلایپدا است.
دانشگاه کلایپدا به‌طور رسمی در ۱ ژانویه ۱۹۹۱، با فرمان سیماس (پارلمان لیتوانی) تأسیس شد. دانشگاه جدید موسسات آموزش عالی موجود در شهر را دربر گرفت. در آغاز، این دانشگاه شامل ۳۰۰۰ دانشجو و سه دانشکده (علوم انسانی و طبیعی، مهندسی دریا، و آموزش) بود.